# Ханло, Ян
Ян Ханло, собственно Йоханнес Бернардус Мария Рафаэль Ханло  (нидерл. Jan Hanlo, Johannes Bernardus Maria Raphael Hanlo, 29 мая 1912, Бандунг, тогда Голландская Ост-Индия – 16 июня 1969, Маастрихт) – голландский писатель.

## Биография
Сын председателя городского совета Бандунга. С 1927 жил в Голландии. С 1942 изучал психологию в Амстердамском университете. В 1947 в связи с обострением психоза содержался в психиатрической клинике. Отличался склонностью к гомосексуализму и педофилии. При этом был истовым католиком.

## Прижизненные издания
- Het vreemde land (1951)
- Oote (1952)
- Maar en toch (1957, эссе)
- Verzamelde Gedichten (1958)
- In een gewoon rijtuig (1966)
- Moelmer (1967)

## Посмертные издания
- Verzamelde gedichten (1970)
- Go to the Mosk (1971)
- Zonder geluk valt niemand van het dak (1972)
- Mijn benul (1974)
- Brieven 1931 - 1962 (1989)
- Brieven 1963 - 1969 (1989)
- Tjielp tjielp (2009)
- Verzameld proza (2012)

## Признание
C 1999 в Нидерландах вручается премия Яна Ханло за  эссеистику ().